# Greg Hawgood
Gregory William „Greg“ Hawgood (* 10. August 1968 in Edmonton, Alberta) ist ein ehemaliger kanadischer Eishockeyspieler und derzeitiger -scout, der im Verlauf seiner aktiven Karriere zwischen 1983 und 2006 unter anderem 516 Spiele für die Boston Bruins, Edmonton Oilers, Philadelphia Flyers, Florida Panthers, Pittsburgh Penguins, San Jose Sharks, Vancouver Canucks und Dallas Stars in der National Hockey League auf der Position des Verteidigers bestritten hat. Ebenso absolvierte Hawgood über 750 Spiele in den nordamerikanischen Minor Leagues American Hockey League und International Hockey League, wo er zahlreiche Erfolge feierte und Auszeichnungen erhielt.

## Karriere
Hawgood spielte zunächst fünf Jahre von 1983 bis 1988 in der Western Hockey League bei den Kamloops Junior Oilers und Kamloops Blazers. Dort erbrachte er so gute Leistungen, dass er zwischen 1986 und 1988 dreimal in Folge ins West First All-Star Team gewählt wurde, 1984 und 1986 mit der Mannschaft der Blazers den President’s Cup gewann, zweimal am Memorial-Cup-Turnier und den Junioren-Weltmeisterschaften 1987 und 1988 teilnahm. Dabei gewann er 1988 die Goldmedaille. Seine Rückennummer 4 wurde nach seinem Abschied bei den Blazers nicht mehr vergeben.
Nachdem der Verteidiger bereits im NHL Entry Draft 1986 in der zehnten Runde an 202. Position von den Boston Bruins ausgewählt worden war, bestritt er noch in der Saison 1987/88 seine erste Partie in der NHL. Ab der Spielzeit 1988/89 gehörte Hawgood zum Stammpersonal der Bruins, ehe er kurz nach Beginn der Saison 1990/91 für Vladimír Růžička zu den Edmonton Oilers transferiert wurde. Dort spielte der Kanadier vorerst nur im Farmteam in der American Hockey League, wodurch er 1992 mit dem Eddie Shore Award für den besten Verteidiger der AHL ausgezeichnet wurde. In der folgenden Saison gaben die Oilers Hawgood zu den Philadelphia Flyers ab. Bis zum Spieljahr 1996/97 folgten weitere Wechsel zu den Florida Panthers, Pittsburgh Penguins und San Jose Sharks, doch nur in San Jose konnte er sich einen Stammplatz im NHL-Kader erarbeiten.
Zur Saison 1997/98 verließ Hawgood Nordamerika und lief in einigen Spielen für die Kölner Haie in der Deutschen Eishockey Liga auf, bevor er in die International Hockey League zu den Houston Aeros wechselte. In der IHL hatte er in der Spielzeit 1995/96 die Governor’s Trophy für den besten Verteidiger gewonnen. Diesen Erfolg wiederholte er in der Saison 1998/99, als er die inzwischen in Larry D. Gordon Trophy umbenannte Trophäe zum zweiten Mal gewann. Wie bereits die San Jose Sharks drei Jahre zuvor wurden die Vancouver Canucks durch die Leistungen Hawgoods auf ihn aufmerksam und verpflichteten ihn zur Millenniumssaison. Nach seiner ersten kompletten NHL-Saison seit 1996/97 wurde er im folgenden Jahr erneut ins Farmteam abgeschoben, woraufhin er zu den Dallas Stars wechselte. Dort schaffte er wiederum nicht den Sprung in die NHL und ging im Sommer 2003 zu den Chicago Wolves in die AHL.
Die Saison 2005/06, seine letzte als aktiver Spieler, verbrachte der Kanadier in der finnischen SM-liiga bei Tappara Tampere und TPS Turku. Ab dem 8. November 2007 war er Cheftrainer der Kamloops Blazers, wurde allerdings zum Saisonende 2007/08 abgelöst. In der Saison 2009/10 war Hawgood Cheftrainer bei den Kamloops Storm in der Kootenay International Junior Hockey League. Seit 2018 ist er als Scout bei den Chicago Blackhawks aus der NHL angestellt.

## Erfolge und Auszeichnungen
| - 1984 President’s-Cup-Gewinn mit den Kamloops Junior Oilers - 1986 WHL West First All-Star Team - 1986 President’s-Cup-Gewinn mit den Kamloops Blazers - 1987 WHL West First All-Star Team - 1988 WHL West First All-Star Team - 1988 Bill Hunter Memorial Trophy - 1988 CHL Defenceman of the Year - 1992 Eddie Shore Award | - 1992 AHL First All-Star Team - 1996 Governor’s Trophy - 1996 IHL First All-Star Team - 1998 IHL First All-Star Team - 1999 Turner-Cup-Gewinn mit den Houston Aeros - 1999 Larry D. Gordon Trophy - 1999 IHL First All-Star Team - 2002 AHL Second All-Star Team |

### International
- 1988 Goldmedaille bei der Junioren-Weltmeisterschaft
- 1988 All-Star-Team der Junioren-Weltmeisterschaft

## Karrierestatistik

### International
Vertrat Kanada bei:
- Junioren-Weltmeisterschaft 1987
- Junioren-Weltmeisterschaft 1988

(Legende zur Spielerstatistik: Sp oder GP = absolvierte Spiele; T oder G = erzielte Tore; V oder A = erzielte Assists; Pkt oder Pts = erzielte Scorerpunkte; SM oder PIM = erhaltene Strafminuten; +/− = Plus/Minus-Bilanz; PP = erzielte Überzahltore; SH = erzielte Unterzahltore; GW = erzielte Siegtore; 1 Play-downs/Relegation; Kursiv: Statistik nicht vollständig)